# Heart-Shaped Box
«Heart-Shaped Box» —en español: «Caja en forma de corazón»— es una canción y sencillo de la banda estadounidense de grunge Nirvana, escrita por el guitarrista, vocalista y líder de la banda Kurt Cobain. La canción fue lanzada como el primer sencillo de su tercer y último álbum de estudio, In Utero, en 1993. Fue una de las dos canciones del álbum que fueron remezcladas por Scott Litt a fin de mejorar la producción original de Steve Albini. Aunque la discográfica de Nirvana DGC Records no la publicó como sencillo en Estados Unidos, «Heart-Shaped Box» recibió continuas transmisiones en la radio, alcanzando el número uno en el Billboard Modern Rock Tracks. En el Reino Unido, donde sí fue publicada como sencillo, alcanzó el número cinco en las listas de éxitos y fue certificado como disco de plata. El exitoso video musical de la canción, dirigido por Anton Corbijn, fue elogiado por los críticos especializados y los fanáticos.

## Origen y grabación
Kurt Cobain escribió «Heart-Shaped Box» a principios de 1992. Cobain se olvidó de la canción por un tiempo, pero comenzó a trabajar en ella de nuevo cuando él y su esposa Courtney Love se mudaron a una casa en Hollywood Hills. En una entrevista con Rolling Stone en 1994, Love dijo que ella lo había oído trabajar en la canción en un armario. Ella dijo que le preguntó si podía usar el riff en una de sus canciones, a lo que él contestó, «¡Vete a la mierda!» y cerró la puerta del armario. «Él estaba intentando ser tan sigiloso», dijo Love. «Yo lo podía oír desde la planta baja». La pareja compartía un diario en el que escribían letras de canciones; el biógrafo de Kurt Cobain Charles R. Cross señaló que las composiciones sensibles de Love influyeron en la canción de Cobain. El título de la canción vino de una caja en forma de corazón que Love había regalado a Cobain. Sin embargo, Cobain originalmente había titulado a la canción «Heart-Shaped Coffin» (ataúd en forma de corazón).
Nirvana tenía dificultades para terminar la canción. Cobain intentó que el resto de la banda completara la canción durante las jam sessions. Él dijo: «Durante las prácticas, yo estaba tratando de esperar a que Krist y Dave lograran hacer algo con ella, pero sólo se convertía en estruendo todo el tiempo». Un día Cobain hizo un último intento de terminar la canción. Cobain fue capaz de encontrar una melodía vocal y la banda finalmente terminó de escribir la canción. Cobain dijo que cuando terminó «Heart-Shaped Box», «Por fin se dio cuenta de que era una buena canción».
En enero del año 1993, la banda grabó una demo de «Heart-Shaped Box», aún titulada «Heart-Shaped Coffin»; durante las sesiones con Craig Montgomery en Río de Janeiro, Brasil; esta fue la primera canción grabada. La versión de In Utero fue grabada en febrero de 1993 con Steve Albini en Cannon Falls, Minnesota. Antes del lanzamiento del álbum, la canción fue remezclada por Scott Litt. Cobain acordó con la banda en remezclarla, sosteniendo que el bajo y las voces no destacaban lo suficiente en las mezclas originales. El bajista de Nirvana, Krist Novoselic también manifestó su descontento con la mezcla original de «Heart-Shaped Box». Cuando la canción fue remezclada por Scott Litt, Cobain tuvo la oportunidad de añadir guitarras acústicas y armonías de acompañamiento.

## Composición y letras

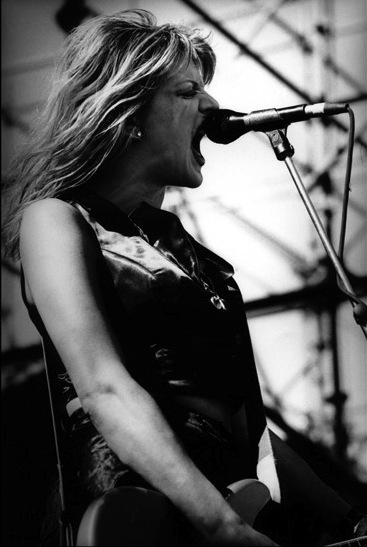
Courtney Love, de la banda de rock alternativo Hole, actuando en el Big Day Out Festival en Melbourne, Australia, el 22 de enero de 1995

El periodista Gillian Gaar describió a «Heart-Shaped Box» como «la fórmula de Nirvana personificada, con un restringido y descendiente riff que acompaña al verso, construyendo un apasionante estribillo».
Kurt Cobain dijo que la canción estaba inspirada en los niños con cáncer. Le dijo a su biógrafo Michael Azerrad, «Cada vez que pienso en ello, hace que me ponga más triste que cualquier cosa que pueda imaginarme». Azerrad afirmó en su biografía de Nirvana, Come as You Are: The Story of Nirvana, que a pesar de la explicación de Cobain, la canción en realidad parece ser sobre Courtney Love. Charles Cross escribió en su biografía de Cobain Heavier than Heaven que con la letra «Espero poder comerme tu cáncer cuando regreses», Cobain «cantó lo que debe ser el camino más complicado para cualquier compositor en la historia del pop para decir 'Te amo'». Cobain dijo que el estribillo de la canción «Hey/Wait/I've got a new complaint» («Hey/Espera/Tengo una nueva queja») estaba dando un ejemplo de cómo era percibido por los medios de comunicación.

## Lanzamiento
En los Estados Unidos, DGC editó «Heart-Shaped Box» para las estaciones de radio college, modern rock, y adult oriented rock a principios de septiembre de 1993. No hubo planes para lanzar un sencillo de la canción a nivel nacional. En ese momento, el jefe de marketing de Geffen Records dijo que Billboard no estaba cortejando activamente el Top 40 de la radio, explicando «Nirvana no ha vendido cerca de 5 millones [de copias] por un solo sencillo de gran éxito. Vendieron muchos álbumes debido a que son ellos». La canción entró al Billboard Modern Rock Tracks en el número siete, y posteriormente alcanzó el número uno de esa misma lista de éxitos. La canción también alcanzó el número cuatro en la lista Mainstream Rock Tracks. Un sencillo de la canción fue lanzado en el Reino Unido, donde alcanzó el número cinco en el UK Singles Chart.

## Vídeo musical
Nirvana originalmente quería a Kevin Kerslake, que había dirigido los vídeos de los sencillos del grupo «Come as You Are», «Lithium», «In Bloom» y «Sliver», para dirigir el video musical de «Heart-Shaped Box». Kerslake preparó cinco conceptos para el vídeo durante julio y agosto de 1993, pero no se llegó a ningún acuerdo formal y al final del mes, el grupo decidió trabajar con el fotógrafo y director neerlandés Anton Corbijn. Cobain, que solía crear sus propios conceptos para los vídeos, inicialmente no estaba seguro de dirigir el video, ya que el trabajo de Cobain era muy detallado. Corbijn, dijo, «Pero luego lo miré y pensé que en realidad era bastante bueno. Yo estaba muy sorprendido por conocer a alguien que escribiera una canción así y que tuviera esas ideas tan precisas como él lo hacía».
El vídeo comienza con la banda en un hospital viendo a un anciano en camilla. La mayor parte del vídeo tiene lugar en un ambiente surrealista al aire libre que incorpora imágenes de la película El Mago de Oz. Durante el primer verso de la canción, el viejo del hospital sube a una cruz cristiana alzada. El segundo verso presenta a una joven con un traje del Ku Klux Klan tratando de alcanzar varios fetos humanos colgados de un árbol, y una mujer con sobrepeso en un traje de órganos humanos y alas de ángel en su espalda. En la última escena del vídeo, sólo se muestra a la banda en el escenario al aire libre realizando los coros, donde la cara de Cobain se acerca y se aleja del foco de la cámara. Mientras que la mayoría del vídeo fue ideado por Corbijn, Cobain añadió elementos como los cuervos artificiales, una escalera de mano para el hombre viejo al subir a la cruz, y una caja con un corazón en la parte superior donde la banda actúa en el interior durante el estribillo final de la canción. Cobain creó otra escena del vídeo con imágenes alternativas durante el verso final, incluyendo más fotos de la niña y la mujer, y escenas de Cobain tendido de espaldas en el campo de amapolas, rodeado de niebla. Esta versión del vídeo aparece en el DVD The Work of Director Anton Corbijn.
Después del lanzamiento del vídeo, Kevin Kerslake demandó a Nirvana, alegando que la banda había robado su concepto para el vídeo en la versión final de este. El caso se resolvió fuera de los tribunales. El vídeo ganó dos premios MTV Video Music Awards en 1994: por mejor vídeo alternativo y por mejor dirección de arte, además estaba nominado para Mejor Cinematografía, Elección del Televidente, y el premio más importante de los MTV Video Music Awards, Vídeo del Año. Como la ceremonia fue posterior a la muerte de Cobain en abril de 1994, los premios fueron recibidos por Novoselic, Grohl, y el segundo guitarrista durante la gira promocional de In Utero, Pat Smear. «Heart-Shaped Box» también encabezó en las encuestas Pazz & Jop del Village Voice en la categoría de vídeo musical en 1993.

## Versiones
La canción tiene una versión acústica en vivo hecha por la banda de rock Evanescence, que fue publicada en su sencillo «Going Under».
Otra versión fue la hecha por Little Roy, en su álbum Battle for Seattle del año 2011, esta vez fue versionada en ritmo reggae.
En julio de 2012 la cantante Lana Del Rey realizó una versión de la canción en Sídney, Australia.
En 2014 la banda Dead Sara realizó una versión para el juego Infamous: Second Son.

## Lista de canciones
Todas las canciones escritas por Kurt Cobain excepto donde se indica. 
1. «Heart-Shaped Box» – 4:39
2. «Milk It» – 3:52
3. «Marigold» – 2:33 (Dave Grohl)

## Posiciones en listas
| Lista (1993)                              | Posición más alta |
| ----------------------------------------- | ----------------- |
| Lista de sencillos australiana            | 21                |
| Canadá RPM100                             | 17                |
| Finnish Mitä hittiä Chart                 | 6                 |
| Lista de sencillos finlandesa             | 14                |
| Lista de sencillos francesa               | 37                |
| Lista de sencillos irlandesa              | 6                 |
| Lista de sencillos holandesa              | 36                |
| Lista de sencillos neo neozelandesa       | 9                 |
| Lista de sencillos sueca                  | 16                |
| UK Singles Chart                          | 5                 |
| U.S. Billboard Hot Mainstream Rock Tracks | 4                 |
| U.S. Billboard Modern Rock Tracks         | 1                 |

## Créditos
- Kurt Cobain: Voz y guitarra eléctrica
- Krist Novoselic: Bajo eléctrico
- Dave Grohl: Batería y coros